# 博爾特尼基 (特盧馬奇區)
48°46′8″N 25°2′7″E / 48.76889°N 25.03528°E
博爾特尼基（烏克蘭語：Бортники），是烏克蘭西部的村莊，隸屬伊萬諾-弗蘭科夫斯克州的伊萬諾-弗蘭科夫斯克區。該村面積18.82平方公里，2001年人口1,164，2022年人口975，人口密度每平方公里61.9人。